# Primera maqueta para la Puerta del Infierno
La puerta del infierno fue un encargo pedido al escultor francés Auguste Rodin, la cual fue concebida originalmente como una puerta para la entrada del museo de artes decorativas, que sería construido en el emplazamiento del antiguo Tribunal de Cuentas que había sido destruido en 1871

## Inspiración  y contenido de la obra
El encargo de la puerta fue realizada el 16 de agosto de 1880, la idea propuestas era realizar una obras inspirada en la Divina Comedia. En esta maqueta inicialmente Rodin ,plasma los paneles en los que inicialmente se iba a dividir la puerta.El diseño de los paneles vienen de la idea realizar la puerta a imagen  de la puerta del paraíso del Baptisterio de Florencia la cual realizada por Ghiberti, sin embargo poco tiempo después abandona  el diseño  para inspirarse solo en  en la parte del Infierno y de la interpretación de esta de Charles Baudelaire. La maqueta  fue realizada de manera rápida en cera,no muestra detalle alguno de las obras contenidas , solo la organización general de la obra  la cual  se iba a dividir en diez secciones, divididos en 5 cada hoja , separados por un borde y delimitados por una enmarcación decorativa